# This Left Feels Right
This Left Feels Right är en samlingsskiva av Bon Jovi från 2003. Den är speciell i och med att låtarna är omgjorda till akustiska versioner.

## Låtlista
1. Wanted Dead Or Alive
2. Livin' on a Prayer
3. Bad Medicine
4. It's My Life
5. Lay Your Hands on Me
6. Bad Name
7. Bed of Roses
8. Everyday
9. Born to Be My Baby
10. Keep the Faith
11. I'll Be There for You
12. Always